# 圣路易广场

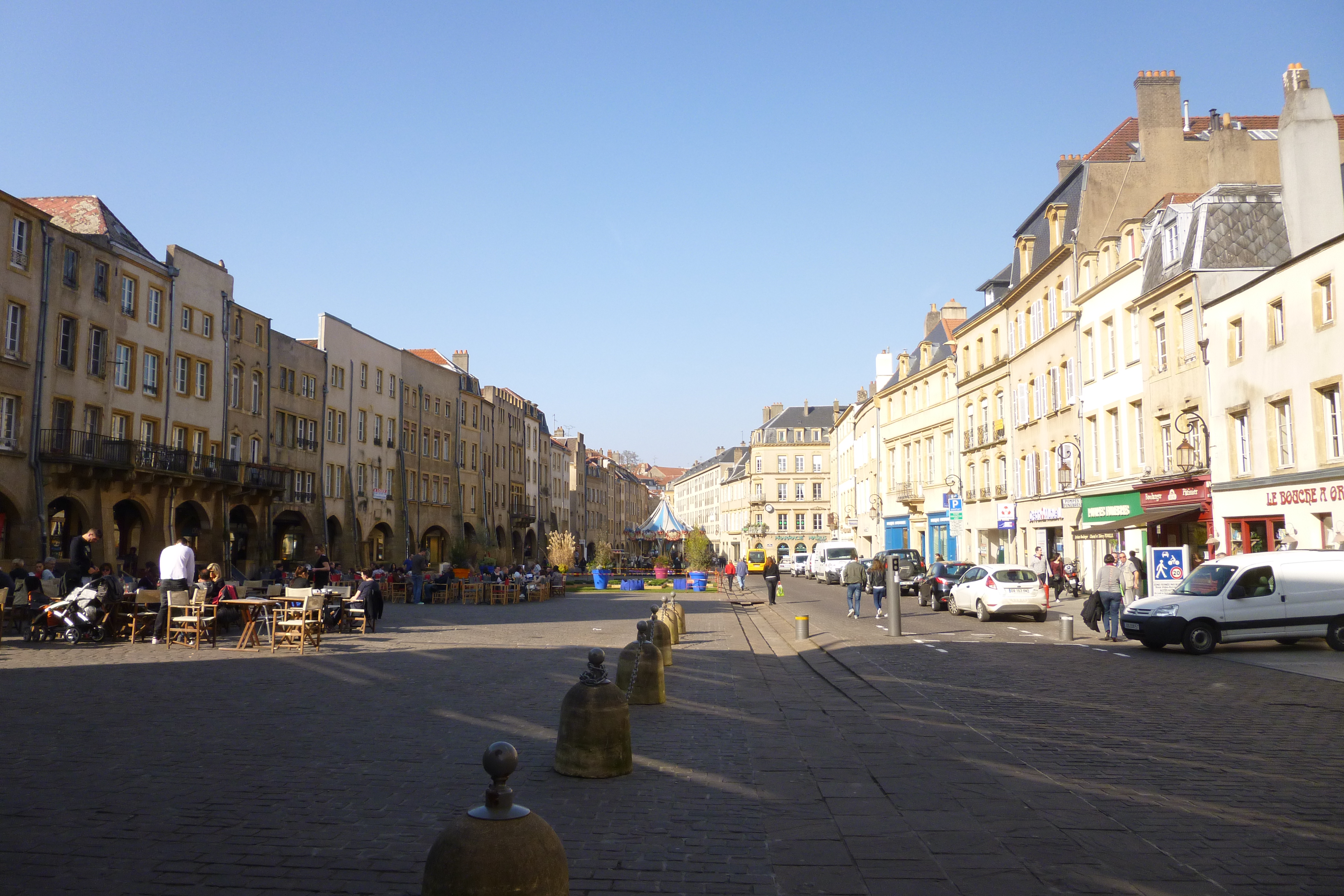

圣路易广场（法語：Place Saint-Louis）是法国阿尔萨斯-香槟-阿登-洛林大区摩泽尔省梅斯市中心的一个三角形广场，开辟于中世纪。在13世纪，城市溢出城墙，此处为伦巴第银行所在地。目前广场上仍是14-16世纪古老拱廊和商铺。
广场得名于路易十三雕像，但被错误地认定为路易九世（圣路易）的雕像。在1867年，在广场的一端，又树立了路易九世的雕像。

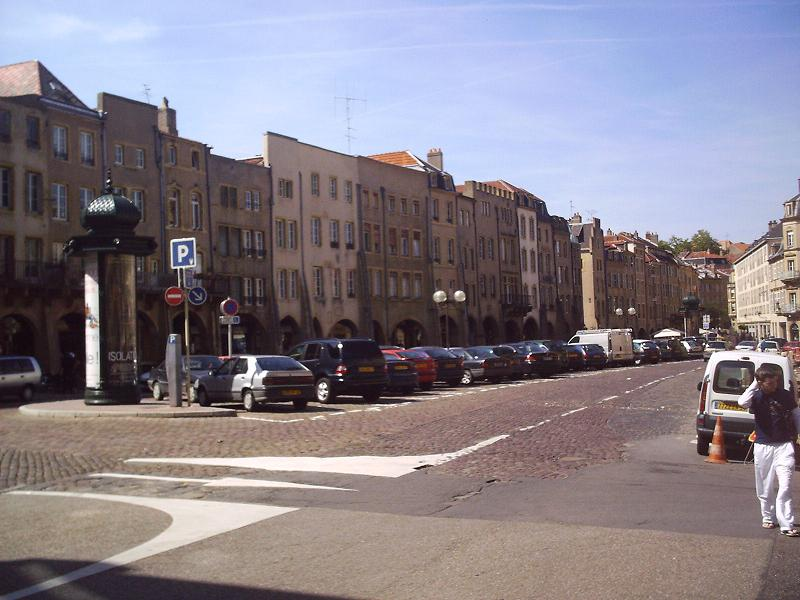
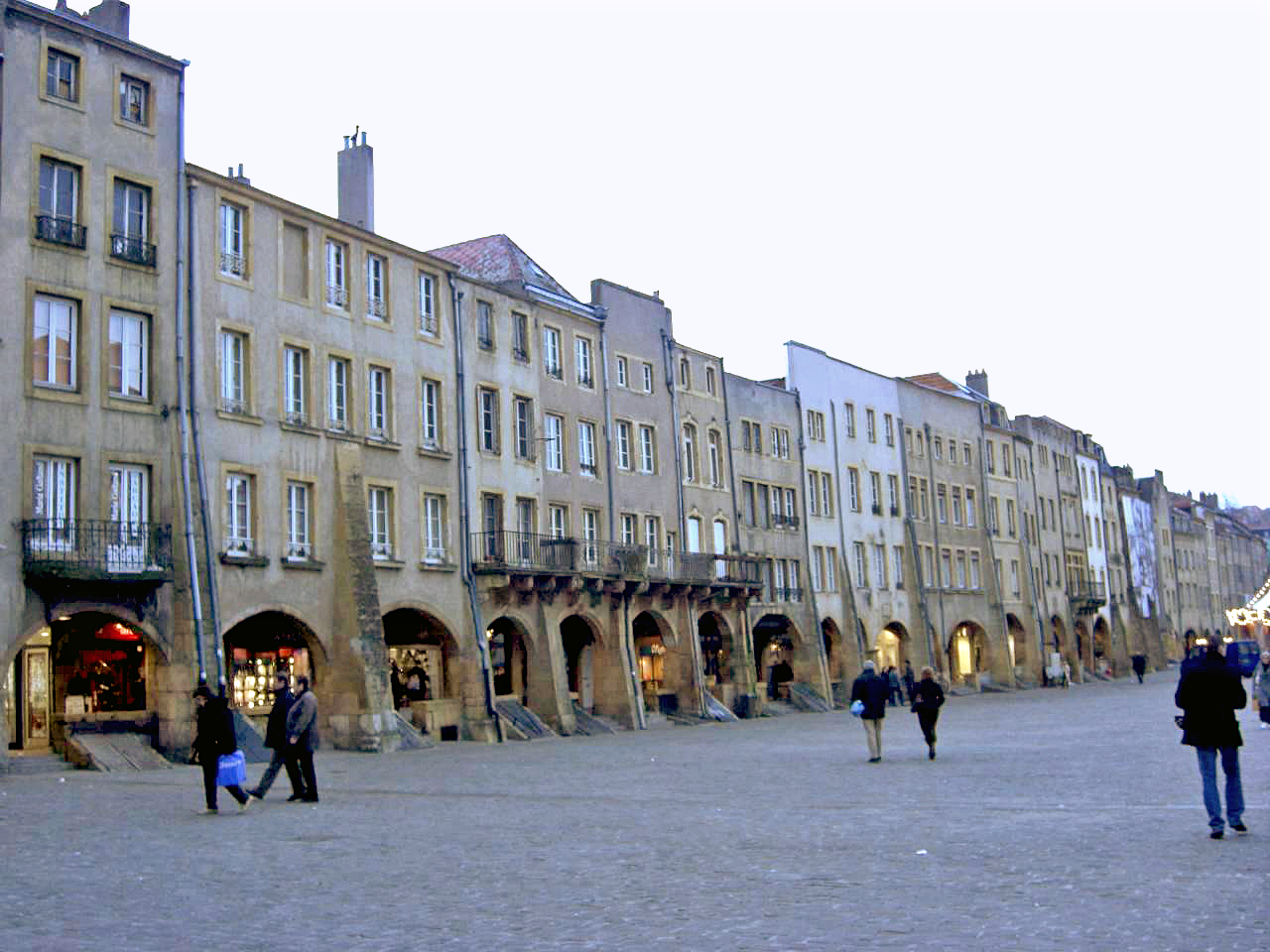
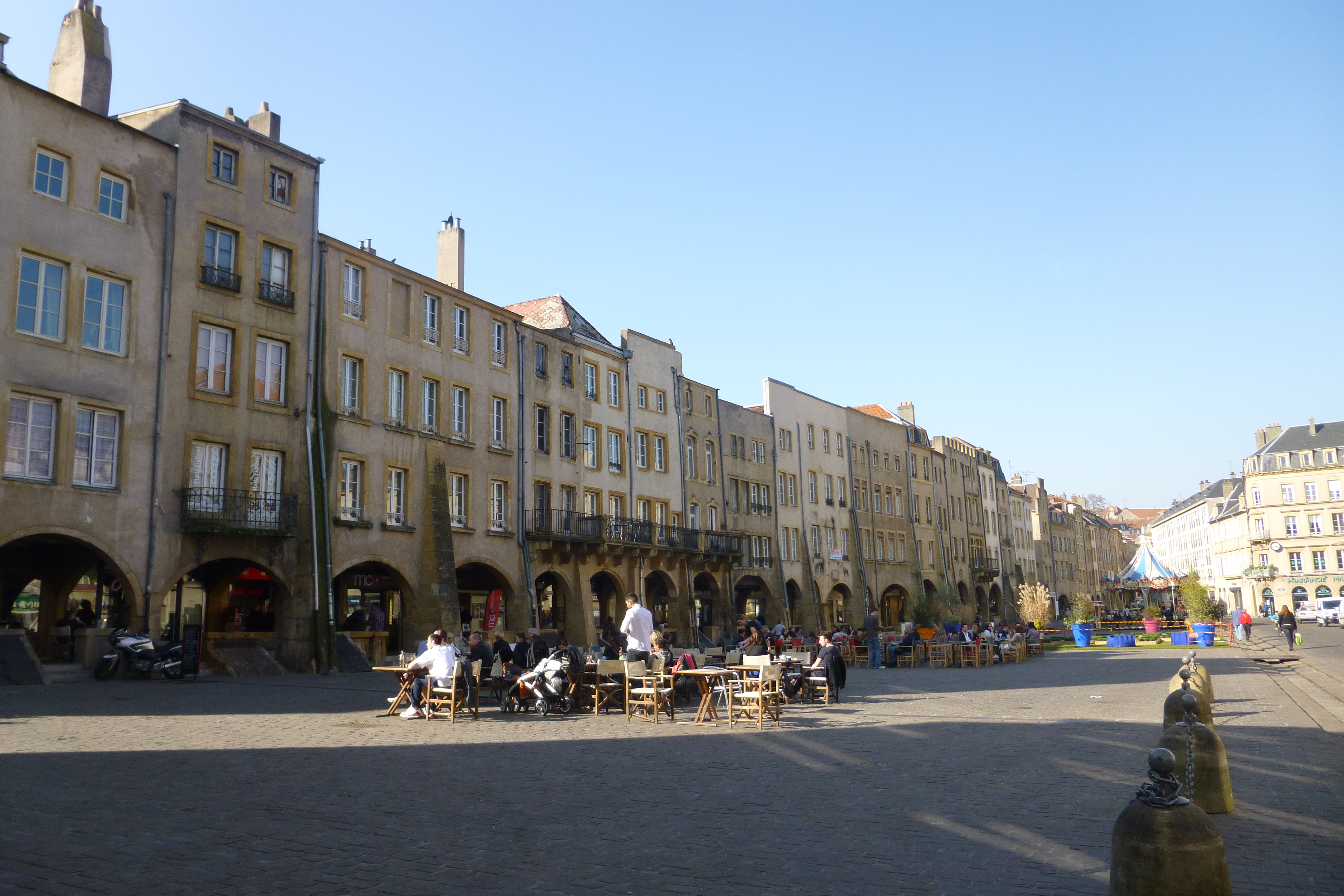
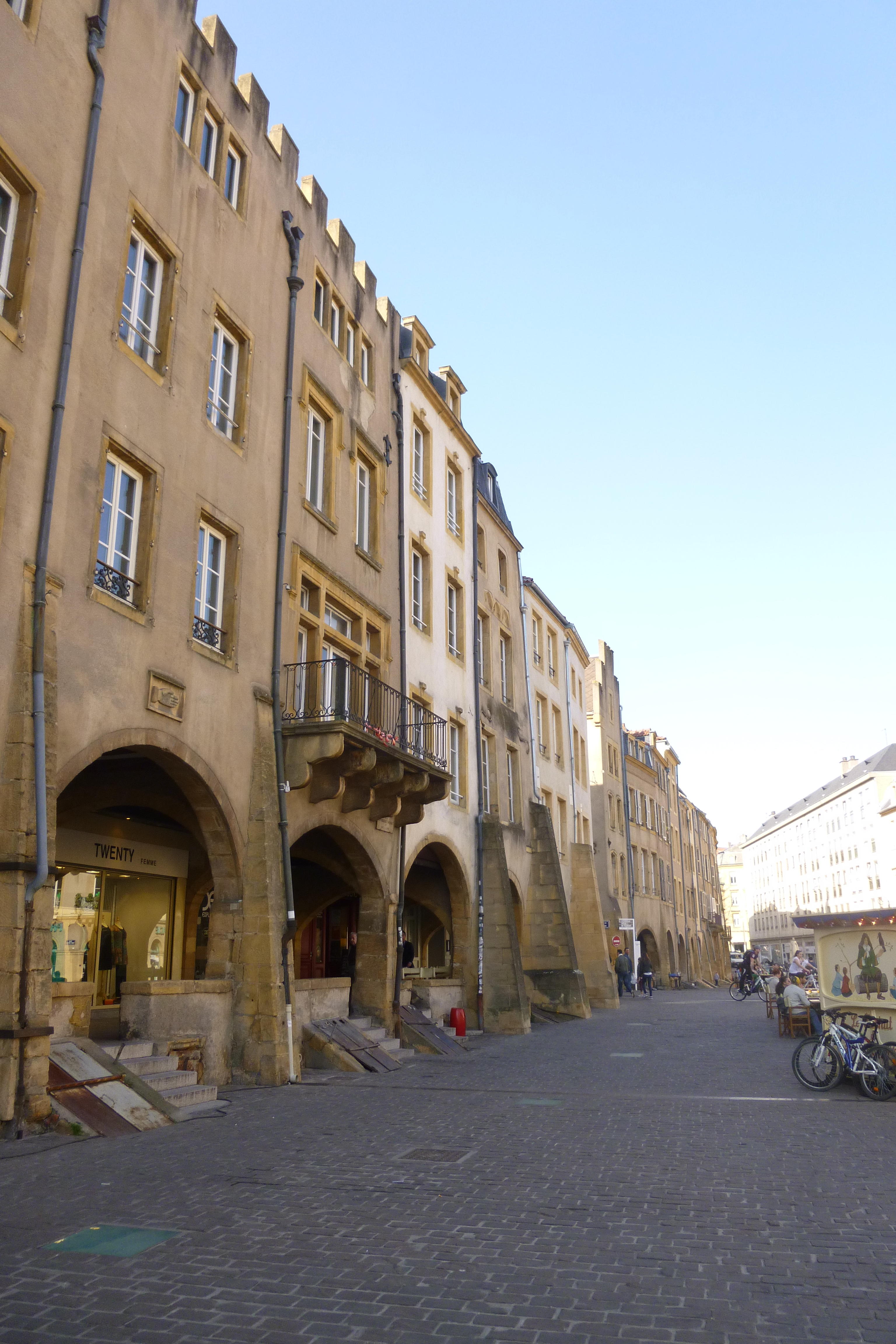
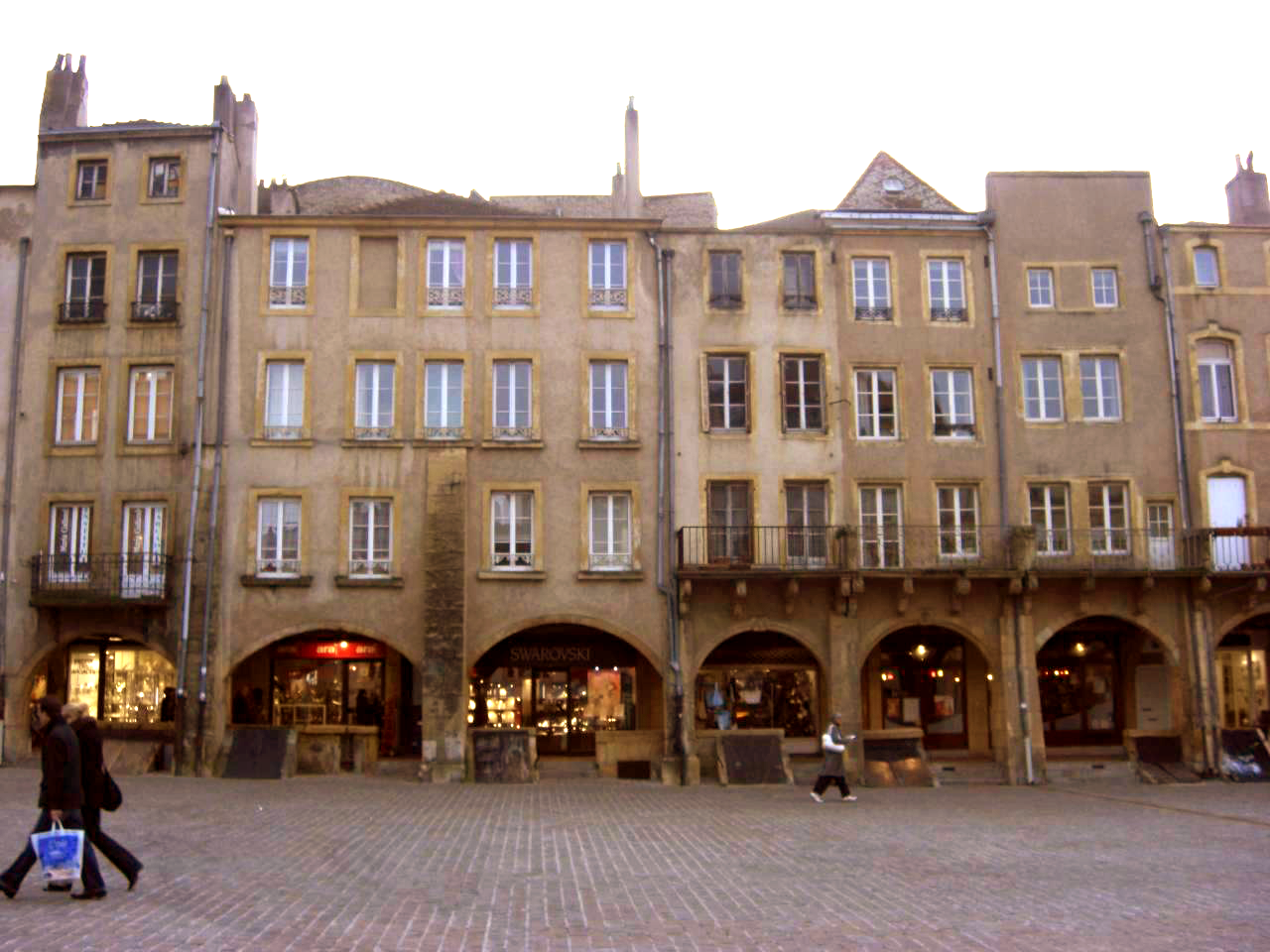
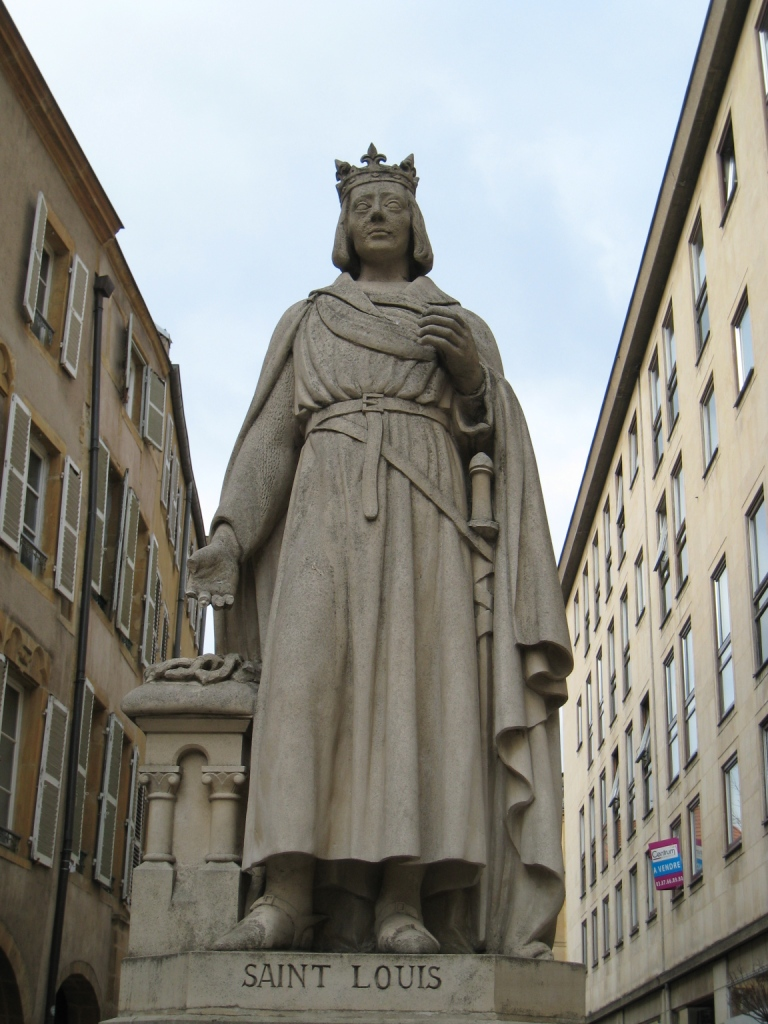